# Јахорински поток
Јахорински поток је насељено мјесто у општини Пале у Републици Српској, БиХ.

## Историјат и значај
На ово локацији је током Грађанског рата у БиХ било војно складиште Војске Републике Српске, а
познато је и као мјесто заробљавања НАТО пилота који су учествовали у нападу на положаје ВРС .
Данас је на овом мјесту смјештен Архив Кинотеке Републике Српске.